# Xestoblatta cavicola
Xestoblatta cavicola är en kackerlacksart som beskrevs av Philippe Grandcolas 1992. Xestoblatta cavicola ingår i släktet Xestoblatta och familjen småkackerlackor.
Artens utbredningsområde är Franska Guyana. Inga underarter finns listade i Catalogue of Life.